# Чортешти (Јаши)
Чортешти (рум. Ciorteşti) насеље је у Румунији у округу Јаши у општини Чортешти. Oпштина се налази на надморској висини од 167 m.

## Становништво
Према подацима из 2002. године у насељу је живело 4366 становника, од којих су сви румунске националности.

### Хронологија
| Година       | 1992 | 1993 | 1994 | 1995 | 1996 | 1997 | 1998 | 1999 | 2000 | 2001 | 2002 | 2003 | 2004 | 2005 | 2006 | 2007 | 2008 | 2009 | 2010 | 2011 | 2012 | 2013 | 2014 | 2015 | 2016 | 2017 |
| ------------ | ---- | ---- | ---- | ---- | ---- | ---- | ---- | ---- | ---- | ---- | ---- | ---- | ---- | ---- | ---- | ---- | ---- | ---- | ---- | ---- | ---- | ---- | ---- | ---- | ---- | ---- |
| Становништво | 5035 | 4944 | 4918 | 4876 | 4810 | 4800 | 4797 | 4780 | 4792 | 4793 | 4770 | 4725 | 4717 | 4678 | 4641 | 4607 | 4552 | 4519 | 4500 | 4473 | 4447 | 4400 | 4373 | 4324 | 4237 | 4148 |